# Замок Морицбург
Морицбург (нем. Schloss Moritzburg) — охотничий замок саксонских курфюрстов дома Веттинов, расположенный в городе Морицбург, в 14 км от Дрездена.
Замок носит имя курфюрста Морица Саксонского, по указанию которого в 1542—1546 годах было построено загородное поместье для проведения придворной охоты. В 1661—1671 годах по проекту В. К. фон Кленгеля к замку была пристроена барочная часовня.
Курфюрст Август Сильный велел капитально перестроить замок, приспособив его к вкусам XVIII века, что и было осуществлено в 1723—1733 годах под наблюдением придворного архитектора М. Пёппельмана. Пёппельман соединил многочисленные озера вокруг замка, превратив их в одно большое озеро — теперь только узкая длинная дорога соединяла Морицбург с «большой землей». Кроме того, заново были отделаны интерьеры замка и разбиты парки. Позже угодья вокруг замка украсили изысканными павильонами — такими как Фазаний домик (1769—1782). С внешней стороны фасада здания спускается двухмаршевая лестница, ведущая к озеру с миниатюрной гаванью и пристанью, на которой находится кирпичный маяк высотой 21,8 м. Миниатюрная гавань использовалась для проведения имитации морских сражений для развлечения монарха. 
Внутреннее убранство замка — мебель, картины, фарфор, ценные кожаные обои, сохранившиеся фрагменты «Комнаты из птичьих перьев», многочисленные охотничьи трофеи — свидетельствует о культуре быта саксонской аристократии XVIII века. В некоторых комнатах обои инкрустированы серебряной фольгой. В оформлении преобладает охотничья тематика. Комнаты обставлены дорогой барочной мебелью работы французских и немецких мастеров, самые известные из них — саксонские мастера Генрих Грааль и Никлас Моор. Собрание замка славится великолепной коллекцией мейсенского, китайского и японского фарфора. Здесь хранятся две китайские «драгунские вазы», выменянные Августом Сильным у прусского короля на полк драгун.
В замке снимались сцены фильма «Три орешка для Золушки».

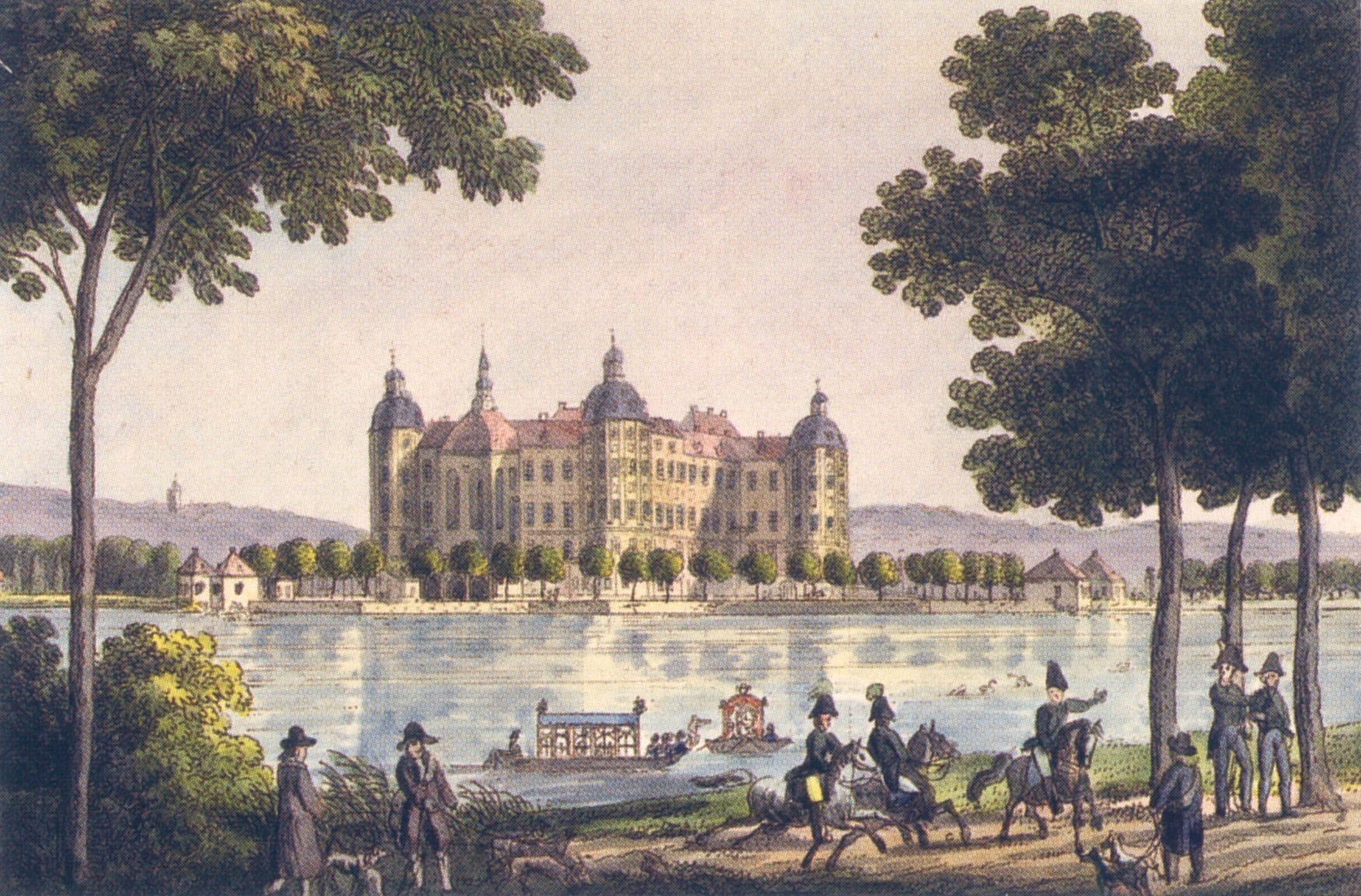
Замок на старинной зарисовке
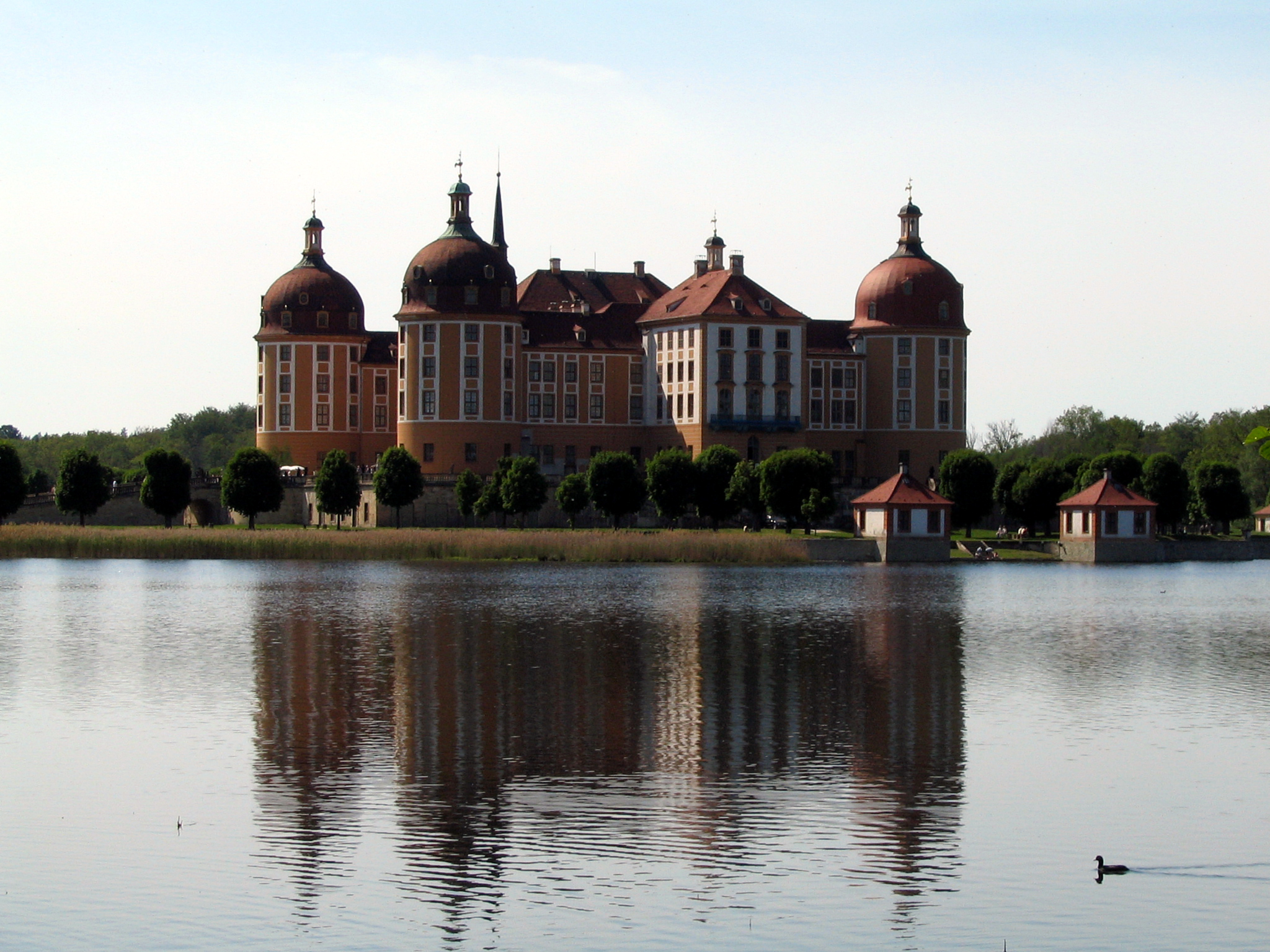
Пруд вокруг замка
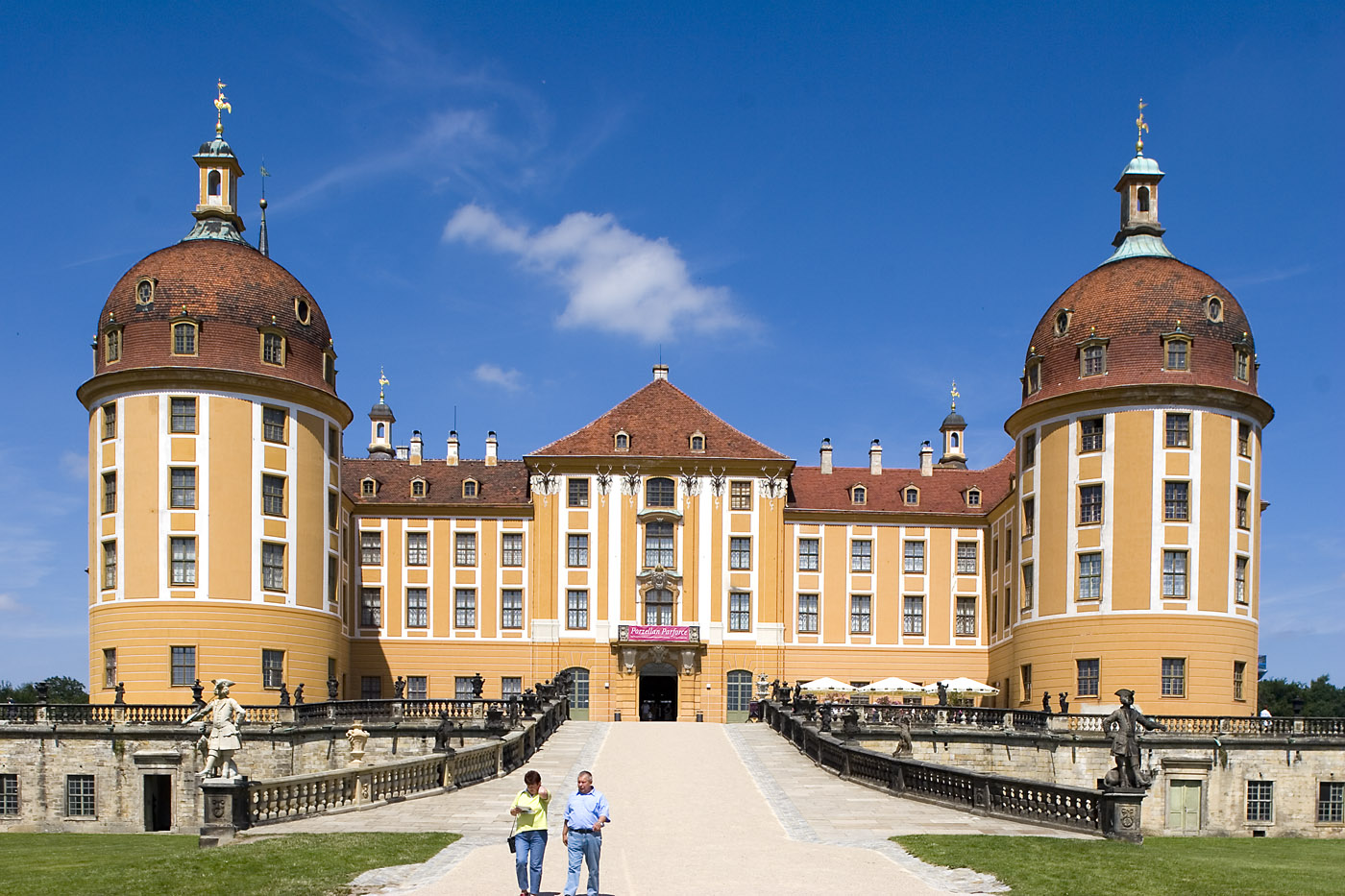
Аллея перед замком
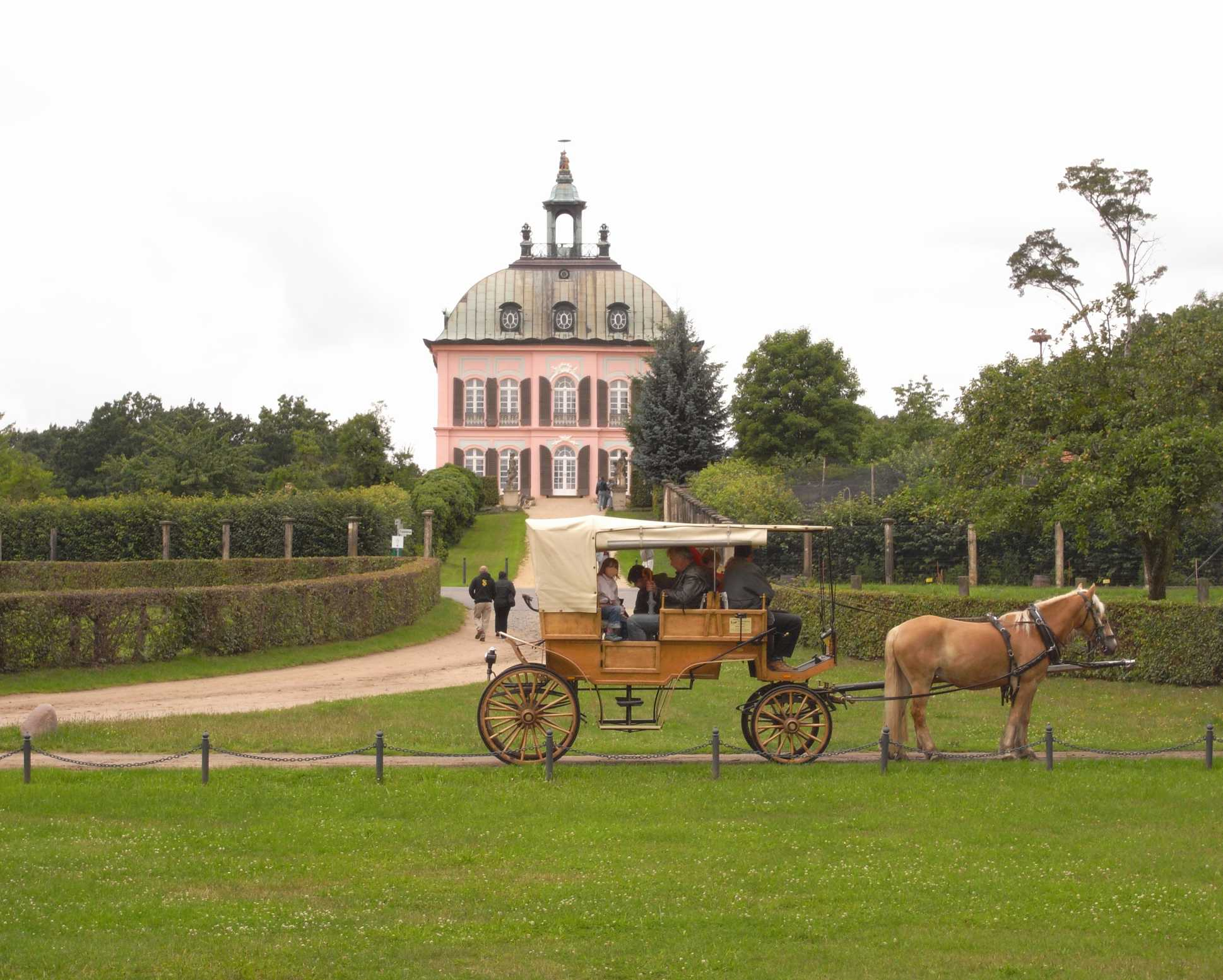
Фазаний домик Августа II